# Windows Home Server 2011
Windows Home Server 2011, nome in codice Vail, è un sistema operativo server sviluppato da Microsoft dopo il successo del suo predecessore Windows Home Server. Designato per utenze casalinghe o piccoli uffici, Windows Home Server 2011 è progettato per agevolare le famiglie nelle attività di backup, organizzazione e accesso a file e dati. È stato pubblicato il 6 aprile 2011 seguito dal rilascio del Power Pack 3 per il suo predecessore, Windows Home Server. Windows Home Server 2011 è l'ultima release di Windows Home Server e verrà succeduto da Windows Server 2012 Essential.
Windows Home Server 2011 è basato sul codice di Windows Server 2008 R2 e Windows 7 e richiede una CPU x68-64 (64 Bit), mentre il predecessore funziona sulla vecchia architettura IA-32 (32 Bit). Il sistema operativo è fornito della medesima interfaccia grafica introdotta con Windows 7, ma l'utilizzo è maggiormente orientato per la gestione dei server.

## Funzionalità
Windows Home Server 2011 include funzionalità di intrattenimento aggiuntive, e ha la possibilità di aggiungere caratteristiche e funzionalità tramite un app store, tra cui funzionalità multimediali basate sul web.

### Requisiti di sistema
| Componenti  | Requisiti                                                    |
| ----------- | ------------------------------------------------------------ |
| CPU         | 1,3 GHz Dual-Core o 1,4 GHz Single-Core; architettura x86-64 |
| RAM         | 2 GB (8GB Massimo)                                           |
| Disco fisso | 160 GB                                                       |

### Rimozione di Driver Extender
Il 23 Novembre 2010, Microsoft annuncia che Drive Extender sarebbe stato rimosso in Windows Home Server 2011. Questo annuncio ha portato a "stupore e indignazione" da parte di utenti e tester. Le critiche della rimozione di Drive Extender sono principalmente collegate al fatto che è vista come una funzionalità chiave di Windows Home Server e una ragione chiave per l'adozione di quest'ultimo.